# Manfred Schneider
Manfred Schneider (9 de octubre de 1941) es un deportista de la RDA que compitió en remo.
Participó en dos Juegos Olímpicos de Verano en los años 1968 y 1972, obteniendo una medalla de bronce en Múnich 1972 en la prueba de ocho con timonel. Ganó una medalla de plata en el Campeonato Europeo de Remo de 1971.

## Palmarés internacional
| Juegos Olímpicos   | Juegos Olímpicos       | Juegos Olímpicos  | Juegos Olímpicos   |
| Año                | Lugar                  | Medalla           | Prueba             |
| ------------------ | ---------------------- | ----------------- | ------------------ |
| 1972               | Múnich (RFA)           | Medalla de bronce | Ocho con timonel   |
| Campeonato Europeo |                        |                   |                    |
| Año                | Lugar                  | Medalla           | Prueba             |
| 1971               | Copenhague (Dinamarca) | Medalla de plata  | Cuatro con timonel |